# Le Ballon (Goya)
Pour les articles homonymes, voir Le Ballon.
Le Ballon est un tableau attribué à Francisco de Goya (1748–1828), conservé au musée des Beaux-Arts d'Agen, dans le département de Lot-et-Garonne. Cette huile sur toile, peinte autour de 1812-1816, peut-être par un élève, représente une montgolfière survolant des observateurs dans un paysage montagneux.